# تايوان تحت حكم تشينغ
تايوان تحت حكم تشينغ (بالصينية: 臺灣清治時期) تدل على حكم أسرة تشينغ على فورموزا (المناطق الساحلية لتايوان الحديثة) في الفترة من 1683 إلى 1895. أرسلت محكمة تشينغ جيشًا بقيادة الجنرال شي لانغ وضمت تايوان في عام 1683. حُكمت مقاطعة تايوان التابعة لإقليم فوكيان (فوجيان) حتى إعلان مقاطعة تايوان-فوجيان في عام 1887. انتهى حكم تشينغ على تايوان عندما تم التخلي عن تايوان لصالح اليابان بموجب معاهدة شيمونوسيكي في عام 1895.

## التاريخ
بعد وفاة تشنغ جينغ في عام 1681، استولت سلالة تشينغ على هذه الميزة التي كانت ثمرة النضال من أجل الخلافة وأرسلت قواتها البحرية شي لانغ على رأسها لتدمير أسطول تشنغ قبالة جزر بسكادورز. في 1683 بعد معركة بسكادورز، استقرت قوات تشينغ في تايوان. استسلم زينغ كيشوانغ لمطالب تشينغ للاستسلام ودُمجت مملكته تونغنينغ إلى إمبراطورية تشينغ كجزء من مقاطعة فوجيان، منهية بذلك عقدين من حكم عائلة زينغ.
ضم الإمبراطور كانغ شي من سلالة تشينغ تايوان للتخلص من أي تهديد للعائلة من قوات المقاومة المتبقية في الجزيرة. حكمت أسرة تشينغ الأولى تايوان في البداية كجزء من فوجيان، حتى بدأ العمل لإنشاء مقاطعة منفصلة في عام 1885.

### ثورة زو ييغي
في عام 1721، استولت ثورة هوكين-هاكا بقيادة زو ييغي على تايوان فو (تاينان الحديثة) وأنشأ حكومة بقيت فترة وجيزة تذكرنا بسلالة مينغ (انظر جنوب مينغ).
في أعقاب تمرد تشو ييغوي مباشرة، رغبة الحكومة في فتح أرض جديدة للزراعة حثت على زيادة هجرة الهان الصينيين إلى مناطق أخرى من الجزيرة. فعلى سبيل المثال، نما عدد سكان منطقة تامسوي إلى درجة احتاجت فيها الحكومة إلى إنشاء مركز إداري هناك، بالإضافة إلى موقع عسكري. وحاولت الحكومة بناء مركز قائم على تشغيل السكان الأصليين سخرةً، لكنها عاملتهم مثل العبيد مم أدى إلى قيام ثورة بنهاية الأمر.
انقسمت ولاءات مجموعات السكان الأصليين، فبالرغم من انضمام معظمهم إلى الانتفاضة، بقي البعض موالين لتشينغ، والسبب ربما عداء سابق مع المجموعات الأخرى. أُخمدت ثورة السكان الأصليين في غضون بضعة أشهر مع وصول قوات إضافية.

### ثورة لين شوانغوين

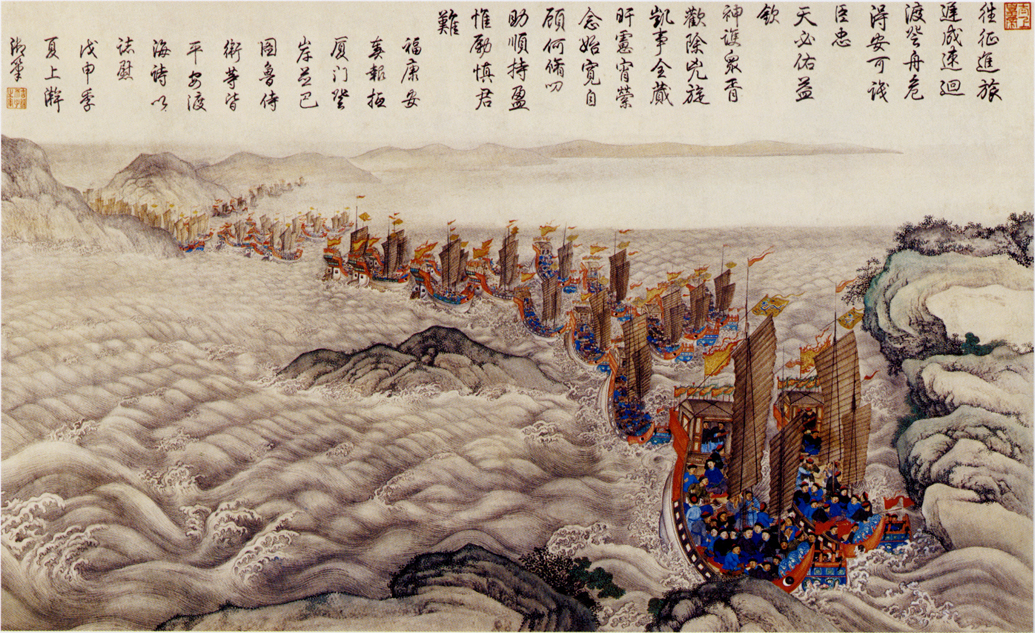
مشهد من الحملة التايوانيّة في 1787-1788

حدثت ثورة لين شوانغوين في عام 1787-1788. جاء لين، الذي كان مهاجرًا من زانغزو إلى تايوان مع والده في سبعينيات القرن التاسع عشر. انخرط في جمعية السماء والأرض السرية التي لم تكن أصولها واضحة. اعتقل والد لين من قبل السلطات المحلية، وربما للاشتباه في أنشطته مع الجمعية؛ بعد ذلك نظم لين شوانغوين مع بقية أعضاء الجمعية ثورة محاولة لتحرير والده.
كان هناك نجاح مبدئي في إخراج القوات الحكومية من قاعدة لين في تشانغوا. وفعل حلفاؤه بالمثل في تامسوي. من خلال هذه النقطة، كان القتال يجتذب الناس في زانغزو وراء أعضاء المجتمع فقط، ويفعل الخلافات القديمة؛ هذا أخرج شبكات تشوانتشو (وكذلك هاكا) لصالح الحكومة. في النهاية، أرسلت الحكومة قوة كافية لاستعادة النظام؛ أُعدم لين شوانغوين وتم تفريق جمعية السماء والأرض إلى البر الرئيسي للصين أو إخفائهم، ولكن لم يكن هناك طريقة للقضاء على الحقد بين شبكات زانغ زوو كوانزو والهاكا. على الرغم من عدم وجود نية جدية لديهم بطرد الحكومة أو ضم الجزيرة بأكملها، إلا أن الخلافات استمرت بشكل متقطع طوال معظم القرن التاسع عشر، ووصلت لنهايتها في ستينيات القرن التاسع عشر.